# Hoshizaki Denki
Hoshizaki Denki K.K. (jap. ホシザキ電機株式会社, Hoshizaki denki kabushiki kaisha, engl. Hoshizaki Electric Co., Ltd.) ist ein japanischer Hersteller mit Sitz in Toyoake von Eisbereitern und anderen Küchengeräten.
Shigetoshi Sakamoto gründete das Unternehmen im Jahr 1947 in Nagoya. Der erste Eisbereiter wurde 1965 hergestellt. Hoshizaki Europe wurde im September 1992 in Amsterdam gegründet. Die Firma hat zahlreiche Niederlassungen auf allen Kontinenten.
2007 hatte das Mutterunternehmen der Gruppe 1301 Mitarbeiter und einen Jahresumsatz von 58 Milliarden Yen (rund 348 Millionen Euro).